# Gettorf
Gettorf (in danese Gettorp) è un comune di 7 602 abitanti dello Schleswig-Holstein, in Germania.
Appartiene al circondario (Kreis) di Rendsburg-Eckernförde (targa RD) ed è parte della comunità amministrativa (Amt) di Dänischer Wohld.